# Stadt- und Kreisgericht Magdeburg
Das Stadt- und Kreisgericht Magdeburg war von 1849 bis 1879 ein preußisches Kreisgericht mit Sitz in Magdeburg. Da es sowohl für den Stadtkreis Magdeburg als auch für Landkreise zuständig war, trug es den Namen Stadt- und Kreisgericht.

## Geschichte
Die „Verordnung über die Aufhebung der Privatgerichtsbarkeit und des eximierten Gerichtsstandes sowie über die anderweitige Organisation der Gerichte“ vom 2. Januar 1849 hob die Patrimonialgerichtsbarkeit auf. Gleichzeitig wurde das Appellationsgericht Magdeburg geschaffen, dem Kreisgerichte, darunter das Stadt- und Kreisgericht Magdeburg zugeordnet waren. Sein Sprengel umfasste den Stadtkreis Magdeburg, den größten Teil des Landkreises Wolmirstedt und Teile des Landkreises Wanzleben und des Landkreises Jerichow I mit den Städten Buckau, Magdeburg, Neustadt, Sudenburg und Wolmirstedt. Der Sprengel umfasste 143.767 Gerichtseingesessene. Beim Stadt- und Kreisgericht Magdeburg bestand eine Schwurgerichtskammer für die Kreisgerichte Magdeburg, Burg, Calbe a.d. Saale, Genthin, Neuhaldensleben und Wanzleben. Gerichtsdeputationen bzw. Gerichtskommissionen wurden in Wolmirstedt eingerichtet.
Mit den Reichsjustizgesetzen wurden die Gerichte im Deutschen Reich vereinheitlicht. Das Stadt- und Kreisgericht Magdeburg wurde 1879 aufgehoben. Neu eingerichtet wurde nun das Amtsgericht Magdeburg im Bezirk des Landgerichtes Magdeburg.

## Gerichtsdeputation Wolmirstedt
Der Sprengel der Gerichtsdeputation Wolmirstedt umfasste die Orte Wolmirstedt, Angern, Barleben, Bertingen, Blätz, Burgstall, Dolle, Neuhaus, Cobbel, Colditz, Cröchern, Dahlenwarsleben, Elbeu, Farsleben, Mose, Gersdorf, Glindenberg mit Neuhof, Groß Ammensleben mit Bleiche, Gypshütte und Rothehaus, Gutenswegen, Heinrichsberg, Hermsdorf, Hohenwarsleben, Jersleben, Kehnert mit Treuel, Uetz, Sandfurth, Klein Ammensleben, Lindhorst, Loitsche mit Ramstedt, Mahlpfuhl, Wahlwinkel, Meseberg, Meitzendorf, Ringfurth, Rogätz, Samswegen, Sandbeiendorf, Uchtdorf, Wendtorf, Zielitz, Schricke und Zübberick.
Zum 1. Januar 1852 wurde die Gerichtsdeputation Wolmirstedt aufgehoben und stattdessen drei Gerichtskommissionen in Wolmirstedt eingerichtet. Zum 1. Dezember 1853 wurde wieder eine Gerichtsdeputation Wolmirstedt eingerichtet.
Die Gerichtsdeputation Wolmirstedt wurde 1879 aufgehoben und das Amtsgericht Wolmirstedt gebildet.

## Richter
- Carl Hagens (Stadt- und Kreisrichter 1867–1868)